# Russische Universität für Verkehrswesen

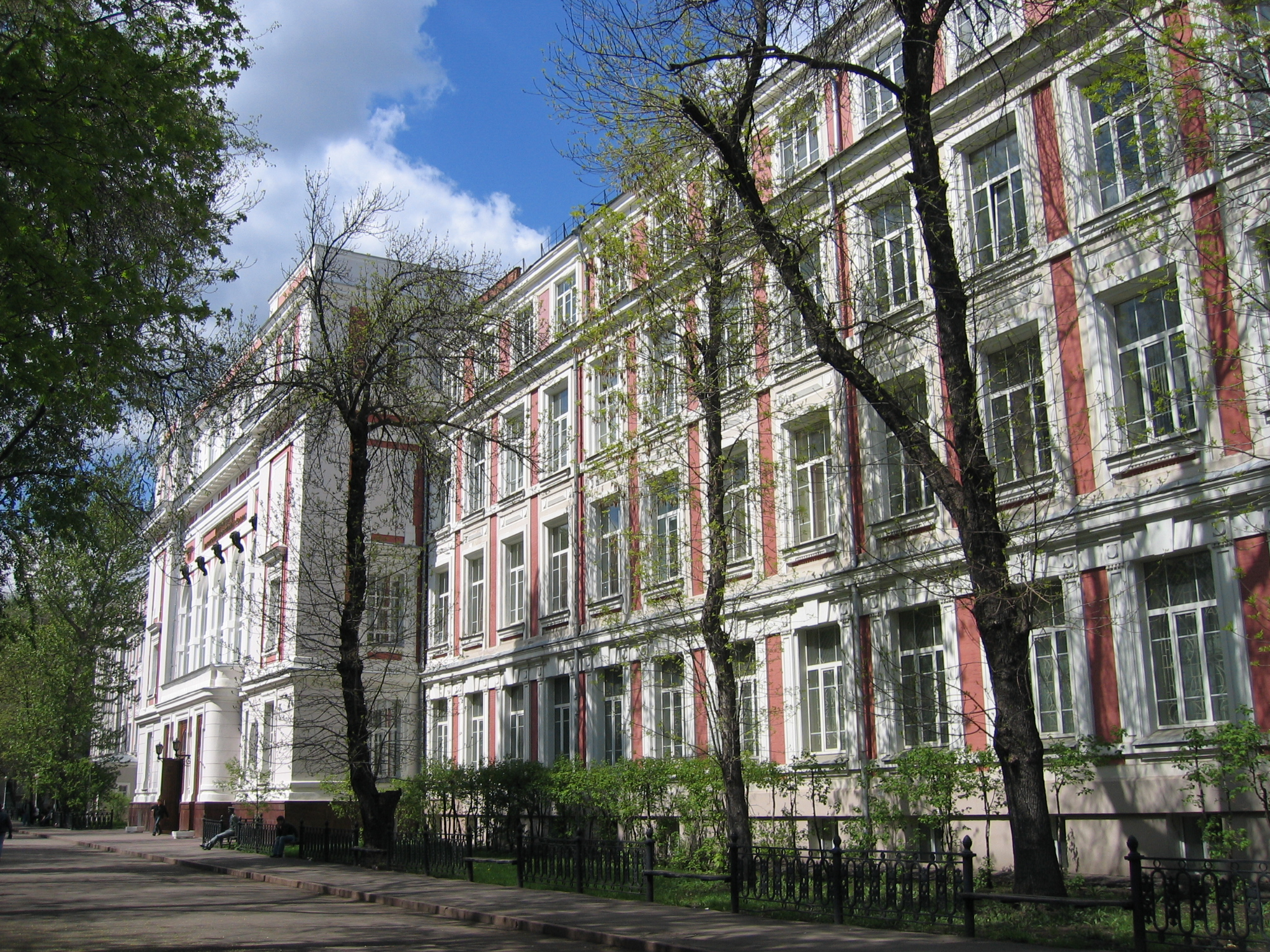
Das MIIT-Hauptgebäude

Die Russische Universität für Verkehrswesen (Российский университет транспорта – RUT/MIIT) bildet seit 1896 Ingenieure des Verkehrswesens aus, hinzu kommen heute auch verwandte Studiengänge. Mit 90.000 Studierenden ist sie eine der größten Hochschulen Russlands.

## Geschichte
Als das russische Eisenbahnnetz in den letzten Jahrzehnten des 19. Jahrhunderts stark expandierte und der Bau der Transsibirischen Eisenbahn anstand, war die einzige Ausbildungsstätte für Fachpersonal, die es in Russland gab, die Hochschule für Eisenbahningenieure in St. Petersburg. Deren Kapazität reichte dafür nicht mehr aus. Deshalb wurde am 23. Mai 1896 die Kaiserliche Ingenieurschule in Moskau gegründet und am 26. September 1896 eröffnet. Treibende Kraft hinter der Initiative war Nikolai Pawlowitsch Petrow (1836–1920), Ingenieur und stellvertretender Eisenbahnminister. Die ersten Absolventen verließen die Hochschule 1901. Bis heute sind es mehr als 700.000. 1913 wurde die Hochschule in Zar-Nikolaus-II.-Institut für Eisenbahningenieure umbenannt, 1924 erhielt sie die Bezeichnung Moskauer Institut für Verkehrs-Ingenieure (Московский институт инженеров транспорта / Moskowski institut inschenjerow transporta). Unter der zugehörigen Abkürzung MIIT ist die Hochschule noch heute bekannt.
Im Laufe der 1930er Jahre fanden eine Reihe von Ausgründungen für bestimmte Verkehrszweige und -techniken statt: Schiffsverkehr, Auto- und Straßenverkehr, Eisenbahn-Elektrotechnik und für Eisenbahnverkehr und -unterhaltung.
Im Zuge einer allgemeinen Reorganisation des russischen Hochschulwesens wurde die Hochschule 1993 zur Universität und erhielt die Bezeichnung Moskauer Staatsuniversität für Ingenieurwesen der Eisenbahn (MGUPS). Die alte Kurzform MIIT wurde aber – auch offiziell – beibehalten. In den folgenden zwei Jahrzehnten wurden mehrere Hochschulen und Forschungseinrichtungen, unter anderem die Russische Universität für Verkehrswesen, mit der MIIT fusioniert. Sie wurde daraufhin am 6. Juli 2017 in Russische Universität für das Verkehrswesen (RUT – MIIT) umbenannt.

## Aktuell
Die Universität hat heute 90.000 Studierende. Sie untergliedert sich in vier Akademien, sechs Institute und ein Forschungsinstitut für Verkehr und Verkehrsinfrastruktur, insgesamt mehr als 100 Abteilungen. Die Universität ist über 54 Gebäuden verteilt, darunter Rechenzentrum, Sprachzentrum, Bibliothek, Wohnheime, Sportstätten, Kindergarten und ein Krankenhaus.
Das Forschungs- und Ausbildungsprogramm der Universität deckt alle Sparten bodengebundenen Verkehrs (einschließlich der bodengebundenen Infrastruktur des Luftverkehrs) ab und darüber hinaus verwandte Gebiete, wie Verkehrsrecht, Verkehrswirtschaftslehre, Zoll, Verkehr und Umwelt, Digitalisierung, Tourismus, Verkehrsmedizin und Journalismus im Bereich des Verkehrs, insgesamt 19 Fachrichtungen. Zu den Kooperationspartnern gehören auch die Deutsche Bahn und der DAAD.
Mit über 2,5 Millionen Büchern ist die Universitätsbibliothek der MIIT eine der größten Moskaus.

## Partneruniversitäten und Kooperation
Die MIIT kooperiert mit 172 Hochschulen und Firmen in 53 Ländern.
- Hochschule Augsburg
- Ruhr-Universität Bochum
- Technische Universität Dresden
- Fachhochschule Erfurt
- Hochschule Mittweida

An der MIIT besteht ein Deutsch-Russisches Institut, das unter anderem das ConRuhr Moscow, das Moskauer Koordinationsbüro der Universitätsallianz Metropole Ruhr (UAMR) für internationale Hochschulkooperation beherbergt. Dieses Büro fungiert als Kontakt- und Informationsvermittlungsstelle.

## Bekannte Absolventen
- Igor Guberman (Игорь Миронович Губерман), Schriftsteller und Dichter
- Alexei Krawzow (Алексей Кравцов), Generaldirektor des großen russischen IT-Unternehmens Kraftway
- Wiktor Wekselberg (Виктор Феликсович Вексельберг) (* 1957), russischer Geschäftsmann und Oligarch
- Bidsina Iwanischwili (Борис Иванишвили) (* 1956), georgisch-französischer Unternehmer und Politiker, Gründer der georgischen Oppositionspartei Georgischer Traum, Oligarch
- Rustam Tariko (Рустам Тарико) (* 1961), russischer Geschäftsmann und Oligarch
- Ilya Filatov, Ökonom, Finanzier, Manager[10][11]